# Мірослав Залешак
Мирослав Залешак (словац. Miroslav Zálešák; нар. 2 січня 1980, м. Скалиця, ЧССР) — словацький хокеїст, правий нападник. 
Вихованець хокейної школи ХК «36 Скаліца». Виступав за ХК «Нітра», «Драммонвіль Волтіжерс» (QMJHL), «Кентуккі Торафблейдс» (АХЛ), «Клівленд Беронс» (АХЛ), «Сан-Хосе Шаркс», ХК «36 Скаліца», «Літвінов», Седертельє, «Тржинець», ХК Кошице.
В чемпіонатах НХЛ — 12 матчів (1+2). У чемпіонатах Словаччини — 263 матчі (114+145), у плей-оф — 48 матчів (15+23). В чемпіонатах Чехії — 66 матчів (12+11), у плей-оф — 7 матчів (2+1). В чемпіонатах Швеції — 43 матчі (16+9), у плей-оф — 9 матчів (1+3).
У складі національної збірної Словаччини провів 40 матчів (5 голів); учасник чемпіонатів світу 2006 і 2010 (10 матчів, 0+1). У складі молодіжної збірної Словаччини учасник чемпіонатів світу 1999 і 2000. 
Досягнення
- Чемпіон Словаччини (2011), срібний призер (2009), бронзовий призер (2008)
- Бронзовий призер молодіжного чемпіонату світу (1999).